# Овчинки (Московская область)
Овчинки — деревня в городском округе Домодедово Московской области.

## География
Находится в южной части Московской области на расстоянии приблизительно 5 км на запад по прямой от железнодорожной станции Домодедово.

## История
Упоминается с 1629 года как Овчинниково (Фофаново) с «одним крестьянским двором и местом дворовым».

## Население
Постоянное население составляло 4 человека в 2002 году (русские 100 %), 22 в 2010.